# Dworzec (Litwa)
Dworzec (lit. Dvaras) – wieś na Litwie, w okręgu wileńskim, w rejonie wileńskim, w gminie Pogiry, nad Waką i przy drodze krajowej 202.

## Historia
Pod zaborami folwark; w II Rzeczypospolitej zaścianek. W XIX i w początkach XX w. położony był w Rosji, w guberni wileńskiej, w powiecie trockim. Po I wojnie światowej pod administracją polską, w Zarządzie Cywilnym Ziem Wschodnich. W latach 1920–1922 w składzie Litwy Środkowej.
Od 11 kwietnia 1922 leżał w Polsce, w województwie wileńskim, w powiecie wileńsko-trockim, w gminie Rudziszki. W 1931 miejscowość liczyła 20 mieszkańców, zamieszkałych w 3 budynkach.
Po II wojnie światowej w granicach Związku Sowieckiego. Od 1991 na niepodległej Litwie.